# Mirko Puzović
Mirko „Puza“ Puzović (serbisch: Мирко Пузовић; * 24. April 1956 in Kragujevac, Jugoslawien) ist ein ehemaliger jugoslawischer Boxer serbischer Nationalität. Er war unter anderem Junioren-Europameister, fünffacher Jugoslawischer Meister, vierfacher Balkanmeister, zweifacher Vize-Europameister, zweifacher WM-Bronzemedaillengewinner, Weltcup-Zweiter und Gewinner einer Bronzemedaille bei den Olympischen Sommerspielen 1984 in Los Angeles.

## Boxkarriere
Puzović boxte für Radnički Kragujevac, war zeitweise Kapitän der Jugoslawischen Nationalmannschaft und bestritt für diese auch 56 Länderkämpfe. 1973 wurde er Jugoslawischer Juniorenmeister im Fliegengewicht und 1974 Jugoslawischer Juniorenmeister im Federgewicht. 1976 gewann er im Leichtgewicht die Junioren-Europameisterschaft in Izmir, wobei es sich um den ersten Titelgewinn eines jugoslawischen Boxers seit Bestehen des Turniers handelte.
Bei den Erwachsenen boxte er im Halbweltergewicht und wurde 1981, 1982, 1983, 1985 und 1987 Jugoslawischer Meister, sowie Balkanmeister von 1977 in Bursa, 1981 in Pula, 1982 in Bursa und 1985 in Sofia. Bei den Mittelmeerspielen 1983 in Casablanca gewann er die Silbermedaille.
Bei der Europameisterschaft 1981 in Tampere besiegte er Dragomir Ilie, Bohumil Němeček und Dietmar Schwarz, ehe er im Finale gegen Wassili Schischow unterlag und Vize-Europameister wurde. Er nahm dann an der Weltmeisterschaft 1982 in München teil und erkämpfte eine Bronzemedaille, nachdem er sich gegen Luis García, Dietmar Schwarz und Joni Nyman in das Halbfinale vorgekämpft hatte und dort gegen Carlos García verloren hatte.
1983 in Warna wiederholte er den Gewinn des Vize-Europameistertitels nach einer erneuten Finalniederlage gegen Wassili Schischow, nachdem er zuvor Mirosław Piotrowski und Siegfried Mehnert besiegt hatte. Er startete dann bei den Olympischen Spielen 1984 in Los Angeles und gewann eine Bronzemedaille; nach Siegen gegen Denis Lambert, Steven Larrimore und Jean-Pierre Mbereke-Baban, war er im Halbfinale gegen Jerry Page ausgeschieden.
Bei der EM 1985 in Budapest siegte er gegen Konstantinos Tzozos und Dragomir Ilie, ehe er im Halbfinale gegen Imre Bácskai mit einer Bronzemedaille ausschied. Eine weitere Bronzemedaille gewann er bei der WM 1986 in Reno (Nevada) nach Siegen gegen Christopher Ossai, Wilberforce Kiggundu und Alexander Künzler, sowie einer Niederlage im Halbfinale gegen Wassili Schischow.
Bei der EM 1987 in Turin unterlag er in der Vorrunde gegen Borislaw Abadschiew, er gewann jedoch im selben Jahr die Silbermedaille beim Weltcup in Belgrad mit Siegen gegen David Kamau und Candelario Duvergel, sowie einer Niederlage gegen Wjatschaslau Janouski.

## Sonstiges
Er beendete 1990 seine Boxkarriere nach 484 Kämpfen und ging 1991 mangels Arbeitsangeboten in Serbien als Gastarbeiter nach Stuttgart. Bis ins Alter von 37 Jahren boxte er zudem noch für den Club in Esslingen, dessen Trainer er im Anschluss für fünf Jahre wurde. Nach 25 Jahren in Deutschland kehrte er nach Serbien zurück und zog nach Kosmaj, wo er ein Haus gebaut hatte (Stand: Oktober 2022).
2021 wurde er von der Versammlung der Stadt Kragujevac, nach Vorschlag des Bürgermeisters Nikola Dašić, zum Ehrenbürger ernannt. 2023 wurde er zum Präsidenten des Boxclubs Radnički in Kragujevac gewählt.